# Ibrahim ibn al-Walid
Ibrahim ibn al-Walid (in arabo إبراهيم ابن الوليد‎?; ... – 25 gennaio 750) è stato un califfo della dinastia omayyade.
Figlio del califfo al-Walīd I e di una schiava di nome Su'ar, Ibrāhīm b. al-Walīd fu designato walī al-ʿahd dal fratello Yazīd III e tre giorni dopo gli succedette al califfato, il 9 aprile 744.
Secondo quanto ci riporta al-Ṭabarī, questa nomina fu dovuta all'insistenza della Qadiriyya che voleva assicurarsi un erede al trono che fosse ad essa favorevole.
Quando Yazīd impose la sua autorità nella zona di al-Urdunn (grosso modo la Transgiordania), Ibrāhīm era Wali di quel distretto. Dopo la morte di Yazīd, il 2 ottobre 744, che si pensa sia stato avvelenato dallo stesso Ibrāhīm, il califfato di quest'ultimo fu riconosciuto solo nella parte meridionale della Siria, mentre nella parte settentrionale gli abitanti di Hims si opposero all'entrata di 'Abd al-'Aziz ibn Marwan, cugino del califfo, che fu allora costretto ad assediare la città.
L'entrata in scena di Marwān b. Muhammad b. Marwān, allora governatore dell'Armenia, fece precipitare la situazione. Il futuro Marwān II sconfisse infatti ad Aleppo i due fratelli di Ibrāhīm, Bishr e Masrūr e li fece prigionieri; poi tolse l'assedio a Hims, mentre Ibrahim abbandonava Damasco.
Quando Marwān prese a marciare su Damasco con i suoi ottantamila uomini, Ibrāhīm mandò contro di lui un esercito sotto il comando di suo cugino Sulaymān b. Hishām, che subì però una dura sconfitta a ʿAyn al-Jarr, vicino a Damasco, e il suo leader fu costretto ad arrendersi. Gli amīr di Damasco decisero di uccidere i due figli del califfo, al-Hakam e ʿUthmān e con la morte dei due eredi al trono la situazione collassò. Marwān fu abile nel portare avanti la propria candidatura e quando giunse a Damasco gli abitanti lo sollecitarono a prestare il previsto giuramento di accettazione del Califfato.
Ritenendola unica via d'uscita Ibrāhīm dette a quel punto il suo appoggio all'aspirante califfo ed entrò quindi a far parte del suo entourage, venendo trattato con rispetto.
Morì nella battaglia dello Zāb il 25 gennaio 750, nel giorno che viene indicato come l'epilogo della dinastia omayyade. Si dice che il suo cadavere fosse trovato tra quelli di alcuni fuggitivi che vennero gettati nel fiume, ma esistono anche altre versioni dell'evento.
Al-Masʿūdī non include il regno di Ibrāhīm nella lista dei califfi omayyadi, evidentemente perché il suo regno non fu accettato da tutti e forse perché non svolse un ruolo di particolare importanza nel periodo di anarchia che seguì la morte di al-Walīd. Le fonti sono completamente scarse di notizie su di lui e non danno importanza al suo breve regno.